# Talanites echinus
Talanites echinus är en spindelart som först beskrevs av Chamberlin 1922.  Talanites echinus ingår i släktet Talanites och familjen plattbuksspindlar. Inga underarter finns listade i Catalogue of Life.